# Villar del Salz
Villar del Salz est une commune d’Espagne, dans la Comarque du Jiloca, province de Teruel, communauté autonome d'Aragon.

## Personnalité
- Juan Antonio Hernández Pérez de Larrea (1730-1803), religieux et botaniste, y est né.